# The Mouthpiece of Zitu
The Mouthpiece of Zitu este un roman științifico-fantastic din 1919 scris de John Ulrich Giesy. Este al doilea din seria Jason Croft. ’’Mouth-piece of zitu’’ a apărut în foileton în revista All Story Weekly începând cu august 1919. A fost publicat de Avalon Books în 1965.

## Povestea
De data aceasta Jason Croft, ajuns pe o planetă extraterestră, devine purtătorul de cuvânt al zeului Zitu pentru a prezenta profeții poporului.